# アメリカチョウゲンボウ

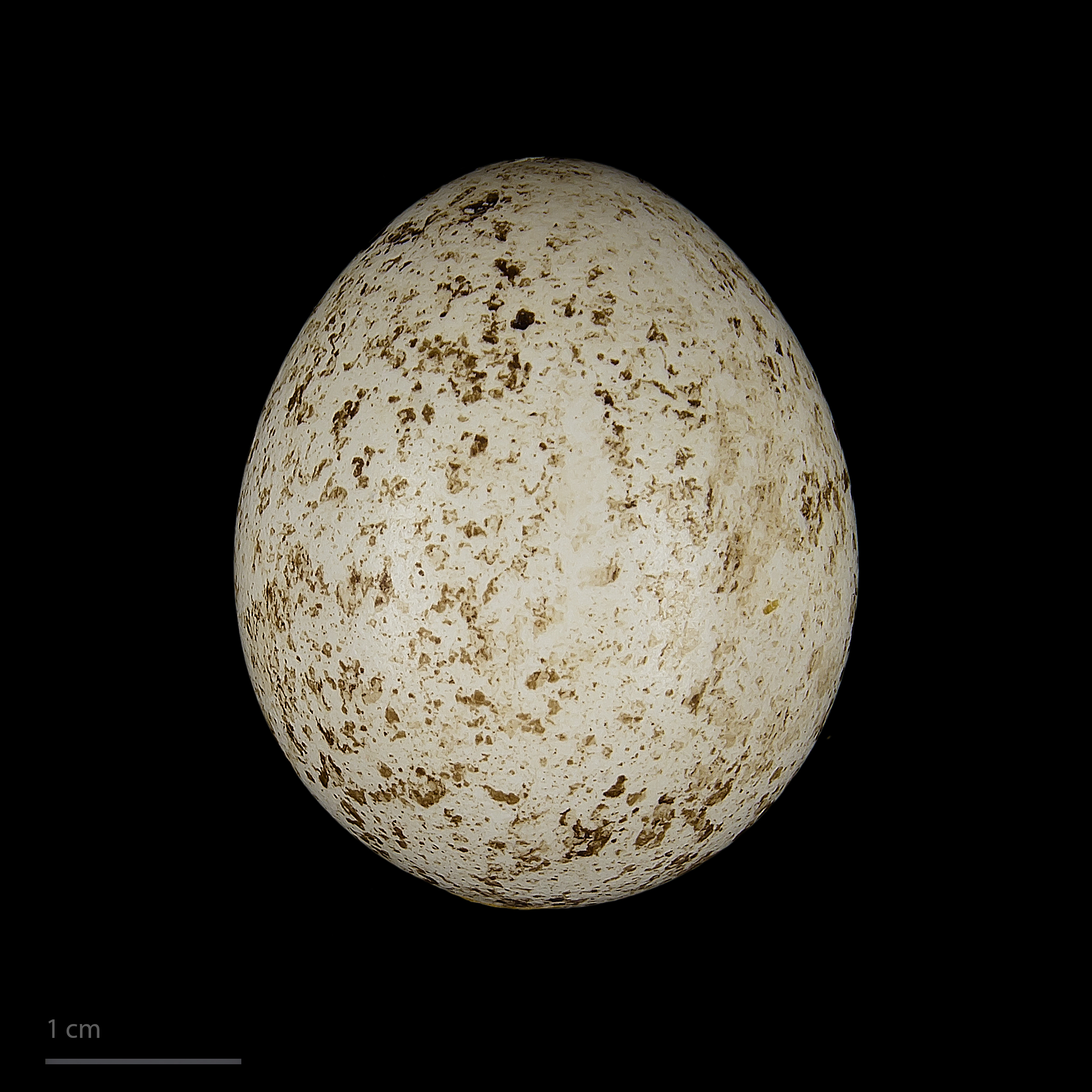
Falco sparverius

アメリカチョウゲンボウ（亜米利加長元坊・学名：Falco sparverius）は、鳥綱ハヤブサ目ハヤブサ科ハヤブサ属に分類される鳥。
OU Checklist of North American Birds第六版1983が出るまでは、アメリカチョウゲンボウは ハイタカ Sparrow Hawkと呼ばれていた。
理由は分類の誤りでハイタカ属 Accipiter ハイタカ Eurasian sparrowhawkと関連づけられていたからである。

## 分布
北アメリカ大陸、南アメリカ大陸。カナダと米国北部に分布する個体は南方で越冬する夏鳥だが、雄の個体の中には留鳥となるものもある。西ヨーロッパではごく稀な迷鳥である。

## 形態
全長28cm。頭頂部の羽毛は赤く、その周囲の羽毛は灰色。眼や嘴の周囲の羽毛は白く、2対の黒い斑紋がある。背面の羽毛は尾羽の羽毛は赤褐色。尾羽の後部の羽毛は黒く、さらに先端部の羽毛は白い。
オスの翼は青味がかった灰色、メスの翼は褐色の羽毛で覆われる。

## 生態
森林や草原、農耕地、民家近く等に生息する。
肉食性で昆虫類、節足動物、小型爬虫類、鳥類、小型哺乳類等を食べる。高速で羽ばたき空中で静止（ホバリング）したり岩や樹上、サボテン、電柱等の高所から周囲を見渡し獲物を探す。
岩の上や樹洞、巣箱等に営巣し、3-7卵を産む。29-30日間抱卵し、雛は孵化してから約30日で巣立ちを終える。

## 人間との関係
広域分布種で生息数は比較的多いと考えられているが、地域によっては生息数が激減している。フロリダ州ではFalco sparverius paulus亜種が絶滅危惧（threatened）に指定されている。開発による生息地や獲物の減少、自動車との衝突、スポーツとしての狩猟、DDT等の農薬等が原因だと考えられている。
アメリカ合衆国では、オオタカ（アラスカ州のみ）、カタアカノスリ、アカオノスリと並んで鷹狩の初心者が扱うのを許されている猛禽であるが、大型の猛禽と比べて代謝が早く、体格が華奢で、0.1グラム単位での体重管理を必要とするため、扱いはやや難しい。対象となる獲物は主に昆虫類、スズメ（主に移入種のイエスズメ）、ホシムクドリ、オオクロムクドリモドキなどである。
ペットとして飼育されることもある。